# 가나이 마도카
가나이 마도카(일본어: 金井 圓, 1927년 6월 5일~2001년 7월 7일)는 일본의 역사가이다.